# 大車手
《大車手》（英語：Big Driver）是一部由史蒂芬·金於2010年所著的中篇小說，收錄在中篇小說集《暗夜無星》內。故事於2014年被改編成同名電影《Big Driver》，由瑪麗亞·貝羅、瓊·傑特及奧林匹亞·杜卡基斯等人主演，並同年於美國的電影頻道上演。

## 故事簡介
泰絲是一名小說作家，一日她被邀請到鄰鎮的讀書會作演講。演講完畢後，她根據主持人的提示走捷徑回家，結果在半路中遇到路障被困。在等待的期間，一名高大的男士路過，泰絲原以為可以獲救，誰料到該男士是一名變態的虐殺狂，他強姦了泰絲，又將泰絲棄置在廢水道。泰絲大難不死，幾經艱辛才回到家中。泰絲回到家後，一直爭扎是否報警，結果她決定自行調查及報復，最終成功私下處決了強姦她的男人。